# Olympische Jugend-Winterspiele 2024/Teilnehmer (Australien)
| Gelbes Symbol für Goldmedaillen mit stilisierten Olympischen Ringen | Graues Symbol für Silbermedaillen mit stilisierten Olympischen Ringen | Braundes Symbol für Bronzemedaillen mit stilisierten Olympischen Ringen |
| ------------------------------------------------------------------- | --------------------------------------------------------------------- | ----------------------------------------------------------------------- |
| —                                                                   | 2                                                                     | 1                                                                       |

Australien nahm an den Olympischen Jugend-Winterspielen 2024 in der südkoreanischen Provinz Gangwon mit 47 Athleten (31 Frauen, 16 Männer) teil.

## Medaillen

### Medaillenspiegel
| Rang   | Sportart         | Gold | Silber | Bronze | Gesamt |
| ------ | ---------------- | ---- | ------ | ------ | ------ |
| 1      | Freestyle-Skiing | —    | 2      | —      | 2      |
| 2      | Snowboard        | —    | —      | 1      | 1      |
| Gesamt | Gesamt           | 0    | 2      | 1      | 3      |

### Medaillengewinner
| Name/n                      | Sportart         | Wettkampf                 |
| --------------------------- | ---------------- | ------------------------- |
| Silber                      |                  |                           |
| Lottie Lodge                | Freestyle-Skiing | Dual Moguls               |
| Daisy Thomas                | Freestyle-Skiing | Big Air                   |
| Bronze                      |                  |                           |
| William Martin Abbey Wilson | Snowboard        | Mixed-Team Snowboardcross |

## Teilnehmer nach Sportart

### Biathlon
| Athleten                                                                   | Wettbewerbe                           | Zeit        | Fehler         | Rang |
| -------------------------------------------------------------------------- | ------------------------------------- | ----------- | -------------- | ---- |
| Frauen                                                                     |                                       |             |                |      |
| Bridget Harvey                                                             | 6 km Sprint                           | 26:15,4 min | 7 (3+4)        | 68   |
| Bridget Harvey                                                             | 10 km Einzel                          | 46:06,2 min | 7 (1+2+2+2)    | 62   |
| Ava McCann                                                                 | 6 km Sprint                           | 25:02,0 min | 3 (0+3)        | 56   |
| Ava McCann                                                                 | 10 km Einzel                          | 44:43,0 min | 6 (0+2+2+2)    | 53   |
| Alessandra Sydun-West                                                      | 6 km Sprint                           | 25:19,8 min | 4 (1+3)        | 61   |
| Alessandra Sydun-West                                                      | 10 km Einzel                          | 49:17,7 min | 8 (2+2+1+3)    | 81   |
| Männer                                                                     |                                       |             |                |      |
| Phoenix Sparke                                                             | 7,5 km Sprint                         | 23:59,9 min | 5 (4+1)        | 33   |
| Phoenix Sparke                                                             | 12,5 km Einzel                        | 48:13,5 min | 8 (0+3+3+2)    | 39   |
| Matthew Wilby                                                              | 7,5 km Sprint                         | 30:02,8 min | 3 (1+2)        | 92   |
| Matthew Wilby                                                              | 12,5 km Einzel                        | 58:46,2 min | 6 (2+2+1+1)    | 95   |
| Edward Woodhouse-Bedak                                                     | 7,5 km Sprint                         | 27:50,8 min | 5 (2+3)        | 84   |
| Edward Woodhouse-Bedak                                                     | 12,5 km Einzel                        | 55:54,2 min | 12 (4+3+2+3)   | 88   |
| Mixed                                                                      |                                       |             |                |      |
| Ava McCann Phoenix Sparke                                                  | Single-Mixed-Staffel (6 km + 7,5 km)  | 48:45,3 min | 2+15 (1+8 1+7) | 14   |
| Bridget Harvey Alessandra Sydun-West Phoenix Sparke Edward Woodhouse-Bedak | Mixed-Staffel (2 × 6 km + 2 × 7,5 km) | LAP         | LAP            | 17   |

### Eishockey
| Wettbewerb             | 3×3 Frauen |
| ---------------------- | --- |
| Athleten               | Tara Baker Hannah Cryan Gwendolyn Ellis Olivia Gargano Grace Kalambokas Jasmin Mayor Johanna Meissner Katie Meyer Poppy Noone Sophie Reader Annika Schmitz Elin Schmitz Georgia Watts |
| Vorrunde               | Niederlande (6:1) Südkorea (2:12) Italien (4:15) Ungarn (1:22) Mexiko (5:4) Türkei (2:10) China (3:11)                                                                                |
| Halbfinale             | ausgeschieden |
| Finale/Spiel um Bronze | ausgeschieden |
| Rang                   | 6 |

### Eiskunstlauf
| Athleten                                 | Wettbewerb | Kurzprogramm/-tanz | Kurzprogramm/-tanz | Kür/Kürtanz | Kür/Kürtanz | Gesamt | Gesamt |
| Athleten                                 | Wettbewerb | Punkte             | Rang               | Punkte      | Rang        | Punkte | Rang   |
| ---------------------------------------- | ---------- | ------------------ | ------------------ | ----------- | ----------- | ------ | ------ |
| Frauen                                   |            |                    |                    |             |             |        |        |
| Sienna Kaczmarczyk                       | Einzel     | 39,97              | 17                 | 72,49       | 17          | 112,46 | 17     |
| Mixed                                    |            |                    |                    |             |             |        |        |
| Peyton Bellamy-Martins Kryshtof Pradeaux | Paarlauf   | 29,03              | 4                  | 59,33       | 4           | 88,36  | 4      |

### Freestyle-Skiing
| Athleten      | Wettbewerb | Qualifikation | Qualifikation | Finale        | Finale        | Rang   |
| Athleten      | Wettbewerb | Punkte        | Rang          | Punkte        | Rang          | Rang   |
| ------------- | ---------- | ------------- | ------------- | ------------- | ------------- | ------ |
| Frauen        |            |               |               |               |               |        |
| Lucinda Laird | Big Air    | 6,50          | 15            | ausgeschieden | ausgeschieden | 15     |
| Lucinda Laird | Slopestyle | 33,00         | 16            | ausgeschieden | ausgeschieden | 16     |
| Daisy Thomas  | Big Air    | 84,25         | 2             | 172,75        | 2             | Silber |
| Daisy Thomas  | Slopestyle | 69,00         | 6             | 67,25         | 5             | 5      |
| Männer        |            |               |               |               |               |        |
| Joey Ellis    | Big Air    | 91,75         | 2             | 134,00        | 5             | 5      |
| Joey Ellis    | Slopestyle | 59,00         | 13            | ausgeschieden | ausgeschieden | 13     |

| Athleten                 | Wettbewerb             | Gruppenphase | Gruppenphase | Achtelfinale         | Achtelfinale | Achtelfinale | Viertelfinale    | Viertelfinale | Viertelfinale | Halbfinale    | Halbfinale    | Halbfinale    | Finale/Kleines Finale    | Finale/Kleines Finale | Finale/Kleines Finale | Rang   |
| Athleten                 | Wettbewerb             | Punkte       | Rang         | Gegner               | Punkte       | Rang         | Gegner           | Punkte        | Rang          | Gegner        | Punkte        | Rang          | Gegner                   | Punkte                | Rang                  | Rang   |
| ------------------------ | ---------------------- | ------------ | ------------ | -------------------- | ------------ | ------------ | ---------------- | ------------- | ------------- | ------------- | ------------- | ------------- | ------------------------ | --------------------- | --------------------- | ------ |
| Frauen                   |                        |              |              |                      |              |              |                  |               |               |               |               |               |                          |                       |                       |        |
| Lottie Lodge             | Dual Moguls            | 11           | 3            | —                    | —            | —            | —                | —             | —             | Abby McLarnon | 20            | 1             | Finale: Elizabeth Lemley | 13                    | 2                     | Silber |
| Männer                   |                        |              |              |                      |              |              |                  |               |               |               |               |               |                          |                       |                       |        |
| Edward Hill              | Dual Moguls            | 11           | 9            | —                    | —            | —            | —                | —             | —             | ausgeschieden | ausgeschieden | ausgeschieden | ausgeschieden            | ausgeschieden         | ausgeschieden         | 11     |
| Mixed                    |                        |              |              |                      |              |              |                  |               |               |               |               |               |                          |                       |                       |        |
| Lottie Lodge Edward Hill | Mixed Team Dual Moguls | —            | —            | Lamontagne / Koehler | 52           | 1            | Sakai / Nakamura | 20            | 2             | ausgeschieden | ausgeschieden | ausgeschieden | ausgeschieden            | ausgeschieden         | ausgeschieden         | 7      |

| Athleten                   | Wettbewerbe         | Vorrunde | Viertelfinale | Halbfinale    | Finale/Kleines Finale | Rang |
| Athleten                   | Wettbewerbe         | Rang     | Rang          | Rang          | Rang                  | Rang |
| -------------------------- | ------------------- | -------- | ------------- | ------------- | --------------------- | ---- |
| Frauen                     |                     |          |               |               |                       |      |
| Dakota Turner              | Skicross            | 7        | —             | ausgeschieden | ausgeschieden         | 13   |
| Männer                     |                     |          |               |               |                       |      |
| Duncan Cowan               | Skicross            | 3        | —             | DNF           | Kleines Finale: 2     | 6    |
| Bayley Sadler              | Skicross            | 9        | —             | ausgeschieden | ausgeschieden         | 17   |
| Mixed                      |                     |          |               |               |                       |      |
| Duncan Cowan Dakota Turner | Mixed-Team Skicross | Freilos  | 4             | ausgeschieden | ausgeschieden         | 14   |

### Shorttrack
| Athleten      | Wettbewerb | Vorläufe     | Vorläufe | Viertelfinale | Viertelfinale | Halbfinale    | Halbfinale    | Finale A/B    | Finale A/B    | Rang |
| Athleten      | Wettbewerb | Zeit         | Rang     | Zeit          | Rang          | Zeit          | Rang          | Zeit          | Rang          | Rang |
| ------------- | ---------- | ------------ | -------- | ------------- | ------------- | ------------- | ------------- | ------------- | ------------- | ---- |
| Männer        |            |              |          |               |               |               |               |               |               |      |
| Aditya Nghiem | 500 m      | 47,879 s     | 4        | ausgeschieden | ausgeschieden | ausgeschieden | ausgeschieden | ausgeschieden | ausgeschieden | 31   |
| Aditya Nghiem | 1000 m     | 1:43,999 min | 4        | ausgeschieden | ausgeschieden | ausgeschieden | ausgeschieden | ausgeschieden | ausgeschieden | 34   |
| Aditya Nghiem | 1500 m     | —            | —        | 2:41,252 min  | 5             | ausgeschieden | ausgeschieden | ausgeschieden | ausgeschieden | 28   |

### Ski Alpin
| Athleten     | Wettbewerb   | Lauf 1  | Lauf 1 | Lauf 2  | Lauf 2 | Gesamt      | Gesamt |
| Athleten     | Wettbewerb   | Zeit    | Rang   | Zeit    | Rang   | Zeit        | Rang   |
| ------------ | ------------ | ------- | ------ | ------- | ------ | ----------- | ------ |
| Frauen       |              |         |        |         |        |             |        |
| Arkie Lennon | Riesenslalom | DNF     | DNF    | DNF     | DNF    | DNF         | DNF    |
| Arkie Lennon | Slalom       | 55,01 s | 32     | DNF     | DNF    | DNF         | DNF    |
| Männer       |              |         |        |         |        |             |        |
| Max Kelly    | Riesenslalom | DNF     | DNF    | DNF     | DNF    | DNF         | DNF    |
| Max Kelly    | Slalom       | 51,41 s | 37     | 55,77 s | 18     | 1:47,18 min | 22     |

### Skilanglauf
| Athleten                                                       | Wettbewerbe      | Zeit        | Rang |
| -------------------------------------------------------------- | ---------------- | ----------- | ---- |
| Frauen                                                         |                  |             |      |
| Satara Moon                                                    | 7,5 km klassisch | 26:23,2 min | 44   |
| Rosie Franzke                                                  | 7,5 km klassisch | 25:32,7 min | 38   |
| Männer                                                         |                  |             |      |
| Samuel Johnson                                                 | 7,5 km klassisch | 23:19,4 min | 52   |
| Clancy Merrick Harvey                                          | 7,5 km klassisch | 22:43,1 min | 48   |
| Mixed                                                          |                  |             |      |
| Rosie Franzke Clancy Merrick Harvey Satara Moon Samuel Johnson | 4 × 5 km Staffel | 59:40,8 min | 18   |

| Athleten              | Wettbewerbe     | Qualifikation | Qualifikation | Viertelfinale | Viertelfinale | Halbfinale    | Halbfinale    | Finale        | Finale        | Rang |
| Athleten              | Wettbewerbe     | Zeit          | Rang          | Zeit          | Rang          | Zeit          | Rang          | Zeit          | Rang          | Rang |
| --------------------- | --------------- | ------------- | ------------- | ------------- | ------------- | ------------- | ------------- | ------------- | ------------- | ---- |
| Frauen                |                 |               |               |               |               |               |               |               |               |      |
| Satara Moon           | Sprint Freistil | 4:11,55 min   | 54            | ausgeschieden | ausgeschieden | ausgeschieden | ausgeschieden | ausgeschieden | ausgeschieden | 54   |
| Rosie Franzke         | Sprint Freistil | 3:59,58 min   | 43            | ausgeschieden | ausgeschieden | ausgeschieden | ausgeschieden | ausgeschieden | ausgeschieden | 43   |
| Männer                |                 |               |               |               |               |               |               |               |               |      |
| Samuel Johnson        | Sprint Freistil | 3:22,63 min   | 43            | ausgeschieden | ausgeschieden | ausgeschieden | ausgeschieden | ausgeschieden | ausgeschieden | 42   |
| Clancy Merrick Harvey | Sprint Freistil | 3:29,93 min   | 56            | ausgeschieden | ausgeschieden | ausgeschieden | ausgeschieden | ausgeschieden | ausgeschieden | 55   |

### Snowboard
| Athleten       | Wettbewerb | Qualifikation | Qualifikation | Finale        | Finale        | Rang |
| Athleten       | Wettbewerb | Punkte        | Rang          | Punkte        | Rang          | Rang |
| -------------- | ---------- | ------------- | ------------- | ------------- | ------------- | ---- |
| Frauen         |            |               |               |               |               |      |
| Sascha Elvy    | Halfpipe   | 42,75         | 12            | ausgeschieden | ausgeschieden | 12   |
| Emelie Haskell | Halfpipe   | 47,25         | 11            | ausgeschieden | ausgeschieden | 11   |
| Ally Hickman   | Slopestyle | 53,75         | 9             | 61,00         | 8             | 8    |
| Ally Hickman   | Big Air    | 78,75         | 7             | 125,75        | 9             | 9    |
| Halle McRae    | Slopestyle | 21,50         | 18            | ausgeschieden | ausgeschieden | 18   |
| Halle McRae    | Big Air    | 64,00         | 11            | ausgeschieden | ausgeschieden | 11   |
| Männer         |            |               |               |               |               |      |
| Milo Botterill | Slopestyle | 18,00         | 20            | ausgeschieden | ausgeschieden | 20   |
| Milo Botterill | Big Air    | 34,00         | 18            | ausgeschieden | ausgeschieden | 18   |
| Tai Vaughn     | Halfpipe   | 43,50         | 14            | ausgeschieden | ausgeschieden | 14   |

| Athleten                    | Wettbewerbe               | Vorrunde | Viertelfinale | Halbfinale    | Finale/Kleines Finale | Rang   |
| Athleten                    | Wettbewerbe               | Rang     | Rang          | Rang          | Rang                  | Rang   |
| --------------------------- | ------------------------- | -------- | ------------- | ------------- | --------------------- | ------ |
| Frauen                      |                           |          |               |               |                       |        |
| Abbey Wilson                | Snowboardcross            | 3        | —             | 2             | Finale: 4             | 4      |
| Lara Walsh                  | Snowboardcross            | 9        | —             | ausgeschieden | ausgeschieden         | 18     |
| Männer                      |                           |          |               |               |                       |        |
| William Martin              | Snowboardcross            | 6        | —             | ausgeschieden | ausgeschieden         | 11     |
| Cameron Turner              | Snowboardcross            | 8        | —             | ausgeschieden | ausgeschieden         | 15     |
| Mixed                       |                           |          |               |               |                       |        |
| William Martin Abbey Wilson | Mixed-Team Snowboardcross | Freilos  | 1             | 2             | Finale: 3             | Bronze |
| Cameron Turner Lara Walsh   | Mixed-Team Snowboardcross | Freilos  | 4             | ausgeschieden | ausgeschieden         | 13     |